# Heinz Lammerding
Heinz Bernard Lammerding (27. srpna 1905, Dortmund, Německé císařství – 13. ledna 1971, Bad Tölz, Západní Německo) byl nacistický válečný zločinec, příslušník Waffen-SS.

## Život
V říjnu 1939 Lammerding převzal velení ženijního praporu divize Totenkopf. V této funkci v roce 1940 úspěšně zvládl tažení ve Francii, za které získal Železný kříž. Na podzim 1941 hrál významnou roli při dobývání Stalinovy linie. V roce 1943 byl osobně vybrán Himmlerem do funkce náčelníka štábu protipartyzánských jednotek, kterým velel Erich von dem Bach-Zelewski.
Lammerding organizoval operaci v Pinských bažinách u řeky Pripjať, při které zahynulo asi 15 000 Židů. Za tento čin získal Rytířský kříž a byl jmenován do funkce velitele 2. tankové divize SS Das Reich.
V květnu 1944 zahájil ofenzívu proti francouzskému hnutí odporu v kraji Auvergne. V červnu 1944 nechal v Tulle oběsit 99 Francouzů, podezřelých z odbojové činnosti, a jako odvetu za smrt důstojníka SS schválil zavraždění více než 600 francouzských civilistů při masakru v Oradour-sur-Glane.
Lammerding poté velel divizi Das Reich také během bitvy v Ardenách.
Po válce byl Lammerding ve Francii obviněn a v nepřítomnosti odsouzen k trestu smrti. Německo ho však Francii přes opakované žádosti nikdy nevydalo. Zemřel v západoněmeckém Bad Tölz v roce 1971 ve věku 65 let.

## Ocenění
- Železný kříž
- Německý kříž
- Rytířský kříž Železného kříže
- Všeobecný útočný odznak
- Čestný prsten SS